# 橫紋旗鱂
橫紋旗鱂，為輻鰭魚綱鯉齒目鰕鱂亞目鰕鱂科的其中一種，為熱帶淡水魚，被IUCN列為易危保育類動物，分布於非洲加彭東北部 伊溫多河流域上游流域，為特有種，體長可達3.5公分，棲息在森林覆蓋的溪流、沼澤底中層水域，生活習性不明，可作為觀賞魚。

## 擴展閱讀
維基物種上的相關：橫紋旗鱂